# Gołąbek śliczny

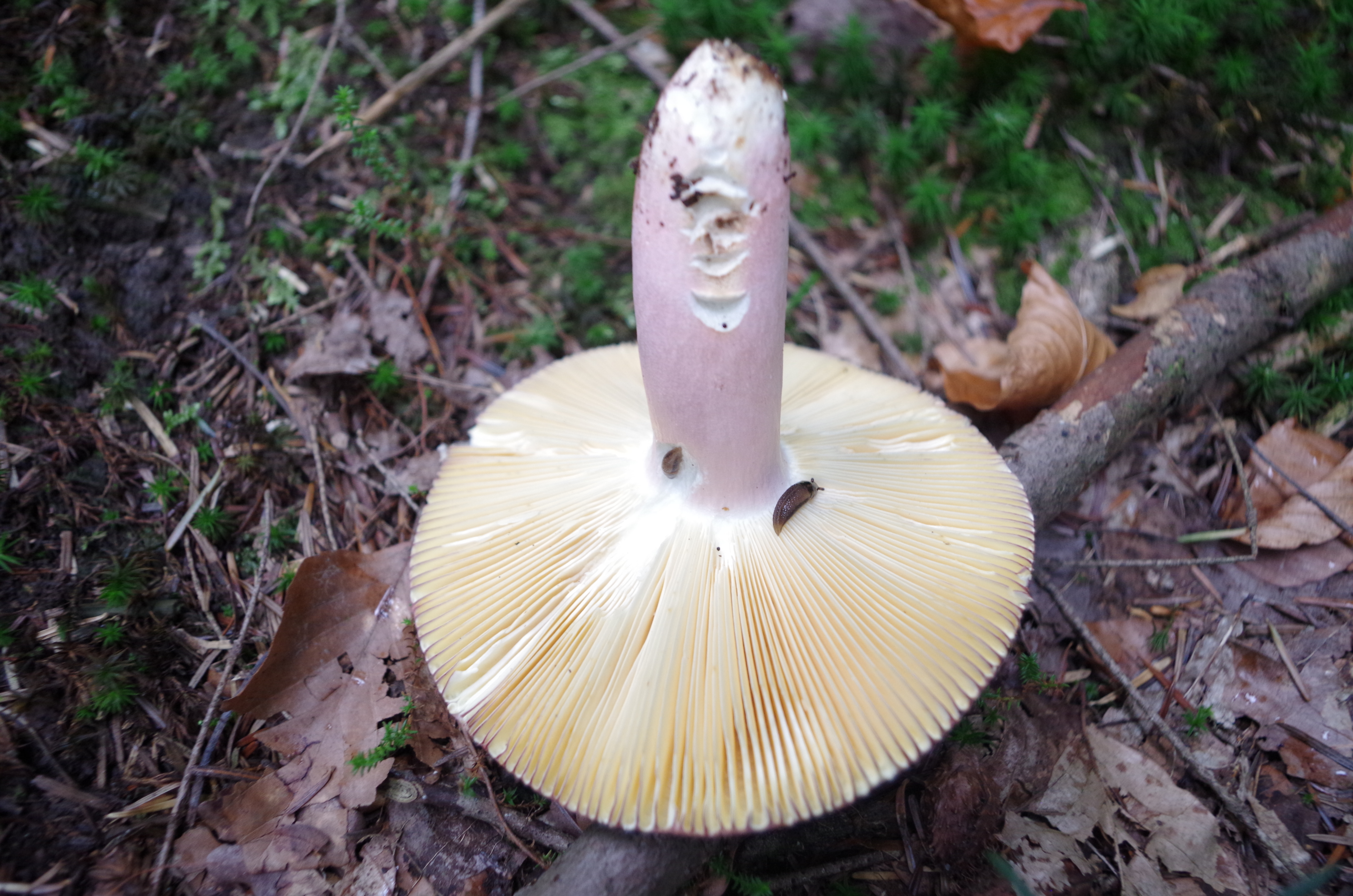

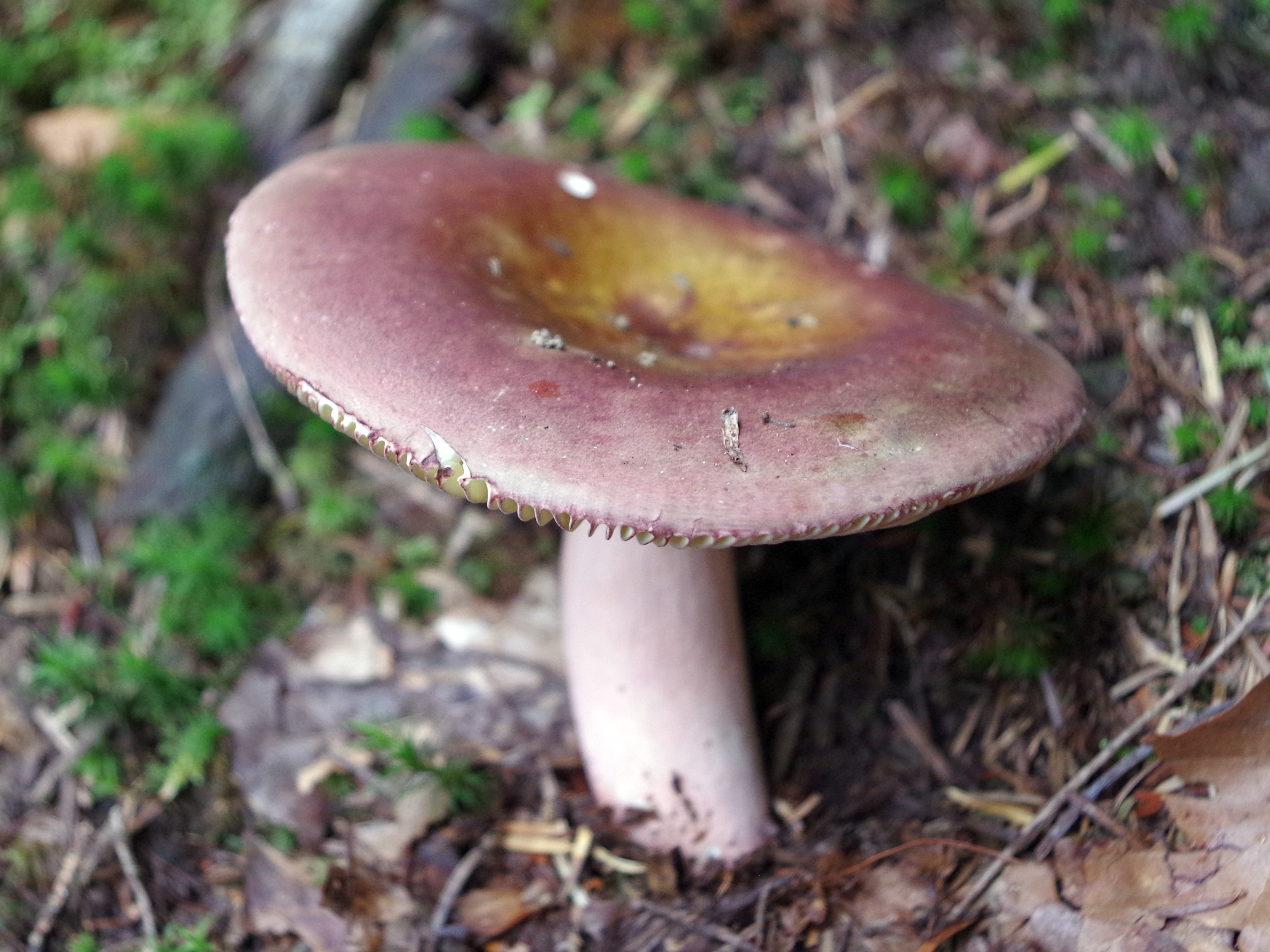

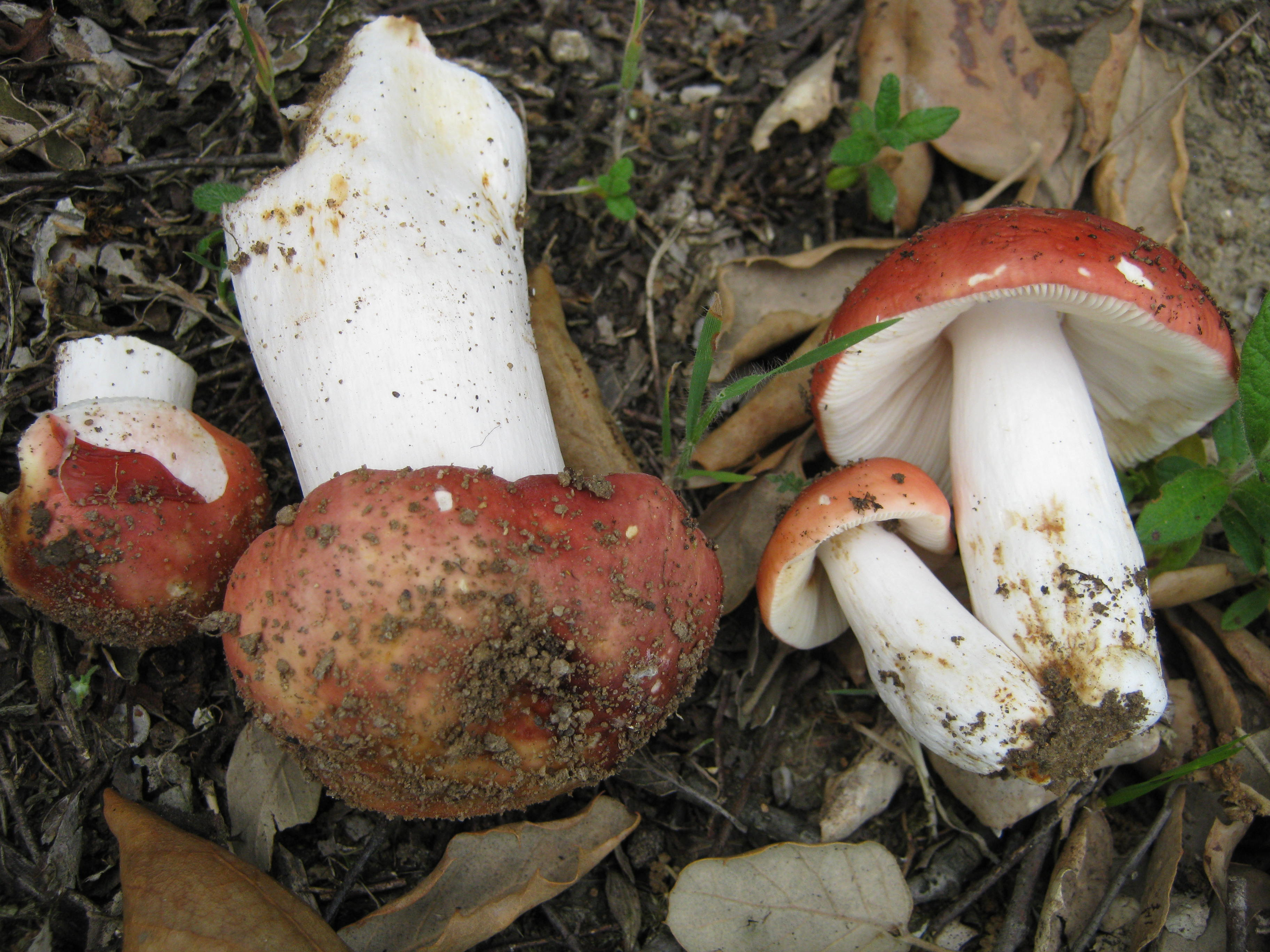

Gołąbek śliczny (Russula rosea Pers.) – gatunek grzybów należący do rodziny gołąbkowatych (Russulaceae).

## Systematyka i nazewnictwo
Pozycja w klasyfikacji: Russulaceae, Russulales, Incertae sedis, Agaricomycetes, Agaricomycotina, Basidiomycota, Fungi (według Index Fungorum).
Po raz pierwszy opisał go Christian Hendrik Persoon w 1796 r. i nadana przez niego nazwa naukowa jest aktualna. Synonimy:

- Agaricus lacteus Pers. 1801
- Russula lactea (Pers.) Fr. 1838
- Russula lepida Fr. 1836
- Russula lepida var. alba Rea 1885
- Russula lepida var. lactea (Pers.) F.H. Møller & Jul. Schäff.
- Russula linnaei sensu auct. 2005

Polską nazwę podał Władysław Wojewoda 2003 r., powołując się na Alinę Skirgiełło, ta jednak w swojej monografii gołąbków dla Russlula rosea Pers podała nazwę gołąbek różowy

## Morfologia
Kapelusz
Średnicy 4–12 cm, młody półkulisty, potem wypukły, dojrzały płaski, w środku zwykle wklęsły. Powierzchnia gładka o barwie żółtocielistej, cielistoróżowej, czerwonożółtej z odcieniem pomarańczowym, miejscami miedziowym, łososiowym lub morelowym. Skórka podczas suchej pogody matowa, podczas wilgotnej lepka i błyszcząca. Daje się oddzielić od kapelusza.
Blaszki
Gęste, niektóre rozwidlone, przy brzegu tępo zaokrąglone. Występują pomiędzy nimi zmarszczki. Początkowo są białawe, później jasnokremowe.
Trzon
Długość 3,5–8 cm i grubość 1,5–3 cm, nieregularnie cylindryczny, masywny, początkowo pełny, później watowaty. Powierzchnia biała, mączysta, często delikatnie czerwonawo lub czerwonawoliliowo nabiegła, także cała czerwona. Za młodu gładki, później nieco pomarszczony. Podstawa ochrowo plamista.
Miąższ
Biały, bardzo ścisły i twardy, surowy o łagodnym smaku i owocowym zapachu, który zmienia się po gotowaniu i przypomina terpentynę. Pod działaniem sulfowaniliny szybko staje sie czerwony.
Cechy mikroskopowe
Wysyp zarodników biały do kremowego. Zarodniki odwrotnie jajowate o wymiarach 8–9 × 7–8 μm, amyloidalne. Powierzchnia pokryta drobnymi brodawkami, niecałkowicie siateczkowata, łysinka widoczna. Podstawki o rozmiarach 35–50 × 8–12 μm. Cystydy wrzecionowate, o rozmiarach 50–7 × 7–8 μm, na szczycie z długim kończykiem. Pod działaniem fuksyny strzępki szkieletowe pokrywają się czerwonymi kropelkami.

## Występowanie i siedlisko
Występuje w Ameryce Północnej i Europie. W Polsce nie jest rzadki.
Naziemny grzyb mykoryzowy. Rośnie od lipca do października, w lasach liściastych, mieszanych, a także w lasach iglastych, zwłaszcza pod bukami, na glebach wapiennych.

## Znaczenie
Zasadniczo grzyb niejadalny. Jadalny jest tylko po kilkugodzinnym moczeniu i sparzeniu; nadaje się do zaprawienia w occie.